# Tomaspis mylabroides
Tomaspis mylabroides är en insektsart som beskrevs av Fowler 1897. Tomaspis mylabroides ingår i släktet Tomaspis och familjen spottstritar. Inga underarter finns listade i Catalogue of Life.